# Droga wojewódzka 829
Die Droga wojewódzka 829 (DW 829) ist eine 42 Kilometer lange Droga wojewódzka (Woiwodschaftsstraße) in der polnischen Woiwodschaft Lublin, die Łucka-Kolonia mit Biskupice verbindet. Die Strecke liegt im Powiat Lubartowski, im Powiat Łęczyński und im Powiat Świdnicki.

## Streckenverlauf
Woiwodschaft Lublin, Powiat Lubartowski
-  Łucka-Kolonia (DK 19)
- Baranówka
- Wólka Rokicka-Kolonia
- Wólka Rokicka
- Rokitno

Woiwodschaft Lublin, Powiat Łęczyński
-  Jawidz (DW 828)
- Spiczyn
- Kijany
- Kijany Kościelne
- Nowogród
-  Łęczna (DK 82, DW 813, DW 820)
- Ciechanki Krzesimowskie
- Zakrzów
- Milejów
- Jaszczów
- Łysołaje

Woiwodschaft Lublin, Powiat Świdnicki
- Bonów
-  Biskupice (DK 12)